# Томас Ман (економиста)
Томас Ман (енгл. Thomas Mun; Лондон, 17. јун 1571 — Лондон, 21. јул 1641) био је енглески економиста, меркантилиста, представник развијеног меркантилизма, присталица активне спољне трговине. Сматра се аутором теорије трговачког биланса. Залагао се за ниске цене извозних артиката и замену извоза сировина са извозом готових производа. Најбоље изложену меркантелистичку доктрину дао је у главном делу Благо Енглеске у спољној трговини, које је написано 1630, а објављено 1664. године.